# Oud-Heverlee Leuven in het seizoen 2013/14
Dit artikel beschrijft de prestaties van de Belgische voetbalclub OH Leuven in het seizoen 2013-14. De club trad in dit seizoen aan in de eerste klasse van het Belgisch voetbal.

## Spelerskern
| Nº            | Naam                     | Nationaliteit         | Geboortedatum     | Debuut A-kern | Vorige club                                       |
| Doelmannen    | Doelmannen               | Doelmannen            | Doelmannen        | Doelmannen    | Doelmannen                                        |
| ------------- | ------------------------ | --------------------- | ----------------- | ------------- | ------------------------------------------------- |
| 1             | Yves Lenaerts            | België                | 27 februari 1983  | 2010          | Club Brugge                                       |
| 21            | Nick Gillekens           | België                | 5 juli 1995       | 2013          | opgeleid bij OH Leuven                            |
| 22            | Senne Vits               | België                | 31 augustus 1996  | 2013          | opgeleid bij OH Leuven                            |
| 26            | Logan Bailly             | België                | 27 december 1985  | 2012          | KRC Genk (verhuurd door Borussia Mönchengladbach) |
| Verdedigers   |                          |                       |                   |               |                                                   |
| 2             | Tom Pettersson           | Zweden                | 25 maart 1990     | 2013          | Åtvidabergs FF                                    |
| 3             | Robson Severino da Silva | Brazilië              | 10 juli 1983      | 2012          | CS Maritimo                                       |
| 4             | Wim Raymaekers           | België                | 4 april 1985      | 2010          | Red Star Waasland                                 |
| 5             | Kenny Thompson           | België                | 26 april 1985     | 2012          | K. Lierse SK                                      |
| 15            | Wout Bastiaens           | België                | 30 april 1994     | 2012          | KVC Westerlo                                      |
| 16            | Romain Reynaud           | Frankrijk             | 2 maart 1983      | 2014          | KV Kortrijk                                       |
| 18            | David Wijns              | België                | 9 januari 1987    | 2013          | KV Kortrijk                                       |
| 23            | Ivan Bandalovski         | Bulgarije             | 23 november 1986  | 2013          | CSKA Sofia                                        |
| 24            | Ludovic Buysens          | België                | 13 maart 1986     | 2012          | Sint-Truidense VV                                 |
| 25            | Muhamed Subašić          | Bosnië en Herzegovina | 19 maart 1988     | 2013          | Dynamo Dresden                                    |
| 32            | Gunther Vanaudenaerde    | België                | 23 januari 1984   | 2012          | KVC Westerlo                                      |
| Middenvelders |                          |                       |                   |               |                                                   |
| 6             | Kenneth Van Goethem      | België                | 12 februari 1984  | 2010          | KV Mechelen                                       |
| 7             | Ovidy Karuru             | Zimbabwe              | 23 januari 1989   | 2012          | US Boulogne                                       |
| 8             | Karel Geraerts           | België                | 5 januari 1982    | 2011          | Club Brugge                                       |
| 10            | Douglas Maia             | Brazilië              | 12 april 1989     | 2013          | Atlético Bragantino                               |
| 14            | Jordy Croux              | België                | 15 januari 1994   | 2014          | KRC Genk                                          |
| 17            | Mohamed Messoudi         | België                | 7 januari 1984    | 2013          | KAA Gent                                          |
| 19            | Lukas Van Eenoo          | België                | 6 februari 1991   | 2014          | Cercle Brugge                                     |
| 20            | Evariste Ngolok          | België                | 15 november 1988  | 2012          | KVC Westerlo                                      |
| 30            | Simon Bracke             | België                | 17 november 1995  | 2011          | opgeleid bij OH Leuven                            |
| Aanvallers    |                          |                       |                   |               |                                                   |
| 11            | Alessandro Cerigioni     | België                | 30 september 1992 | 2013          | Lommel United                                     |
| 12            | Ebrahima Sawaneh         | Gambia                | 7 september 1986  | 2012          | Muaither SC                                       |
| 13            | Bjorn Ruytinx            | België                | 18 augustus 1980  | 2004          | KS Kermt-Hasselt                                  |
| 29            | Joren Dehond             | België                | 8 augustus 1995   | 2011          | opgeleid bij OH Leuven                            |
| 31            | Ben Yagan                | België                | 9 februari 1995   | 2012          | opgeleid bij OH Leuven                            |
| 33            | Jovan Kostovski          | Macedonië             | 19 april 1987     | 2013          | Vardar Skopje                                     |

## Technische staf
| Naam                 | Nationaliteit | Geboortedatum    | Bij OHL sinds | Functie        | Opmerking |
| -------------------- | ------------- | ---------------- | ------------- | -------------- | --------- |
| Ivan Leko            | Kroatië       | 7 februari 1978  | 2014          | Hoofdtrainer   |           |
| Hans Vander Elst     | België        | 13 december 1972 | 2002          | Assistent      |           |
| Jurgen De Braekeleer | België        | 21 april 1968    | 2003          | Keeperstrainer |           |

## Transfers

### Zomertransfers

#### Inkomende transfers
| Naam                     | Positie             | Nationaliteit         | Contract tot        | Komt van            |
| Inkomende transfers      | Inkomende transfers | Inkomende transfers   | Inkomende transfers | Inkomende transfers |
| ------------------------ | ------------------- | --------------------- | ------------------- | ------------------- |
| Ivan Bandalovski         | Verdediger          | Bulgarije             |                     | CSKA Sofia          |
| David Wijns              | Verdediger          | België                |                     | KV Kortrijk         |
| Zainoul Haïdara          | Middenvelder        | Guinee                |                     | FC Bleid            |
| Douglas Maia             | Middenvelder        | Brazilië              |                     | Atlético Bragantino |
| Mohammed Messoudi        | Middenvelder        | België                |                     | AA Gent             |
| Jovan Kostovski          | Aanvaller           | Macedonië             |                     | Vardar Skopje       |
| Gehuurd                  |                     |                       |                     |                     |
| Tom Pettersson           | Verdediger          | Zweden                |                     | Åtvidabergs FF      |
| Muhamed Subašić          | Verdediger          | Bosnië en Herzegovina |                     | Dynamo Dresden      |
| Marvin Ogunjimi          | Aanvaller           | België                |                     | RCD Mallorca        |
| Doorstroming naar A-kern |                     |                       |                     |                     |
| Nick Gillekens           | Doelman             | België                |                     | beloften            |
| Senne Vits               | Doelman             | België                |                     | beloften            |

#### Uitgaande transfers
| Naam                | Positie             | Nationaliteit       | Contract tot        | Gaat naar               |
| Uitgaande transfers | Uitgaande transfers | Uitgaande transfers | Uitgaande transfers | Uitgaande transfers     |
| ------------------- | ------------------- | ------------------- | ------------------- | ----------------------- |
| Dean Michiels       | Doelman             | België              |                     | KSK Heist               |
| Frederik Boi        | Verdediger          | België              |                     | Cercle Brugge           |
| Jonas De Roeck      | Verdediger          | België              |                     | Antwerp FC              |
| Nicky Hayen         | Verdediger          | België              |                     | FC Dender EH            |
| Koen Weuts          | Verdediger          | België              |                     | Helmond Sport           |
| Kevin Roelandts     | Middenvelder        | België              |                     | KSK Maldegem            |
| Jorn Vermeulen      | Middenvelder        | België              |                     | Waasland-Beveren        |
| Mazin Al-Huthayfi   | Aanvaller           | Saoedi-Arabië       |                     | Al-Ittihad (einde huur) |
| Emmerik De Vriese   | Aanvaller           | België              |                     | einde contract          |
| Derick Ogbu         | Aanvaller           | Nigeria             |                     | CFR Cluj                |
| Christian Pouga     | Aanvaller           | Kameroen            |                     | Ankaraspor              |
| Verhuurd            |                     |                     |                     |                         |
| Christopher Verbist | Middenvelder        | België              |                     | Lommel United           |
| Loris Brogno        | Aanvaller           | België              |                     | Lommel United           |

### Wintertransfers

#### Inkomende transfers
| Naam                | Positie             | Nationaliteit       | Contract tot        | Komt van            |
| Inkomende transfers | Inkomende transfers | Inkomende transfers | Inkomende transfers | Inkomende transfers |
| ------------------- | ------------------- | ------------------- | ------------------- | ------------------- |
| Ebrahima Sawaneh    | Aanvaller           | Gambia              |                     | Muaither SC         |
| Gehuurd             |                     |                     |                     |                     |
| Romain Reynaud      | Verdediger          | Frankrijk           |                     | KV Kortrijk         |
| Jordy Croux         | Middenvelder        | België              |                     | KRC Genk            |
| Lukas Van Eenoo     | Middenvelder        | België              |                     | Cercle Brugge       |

#### Uitgaande transfers
| Naam                | Positie             | Nationaliteit       | Contract tot        | Gaat naar            |
| Uitgaande transfers | Uitgaande transfers | Uitgaande transfers | Uitgaande transfers | Uitgaande transfers  |
| ------------------- | ------------------- | ------------------- | ------------------- | -------------------- |
| Stefan Gislason     | Middenvelder        | IJsland             |                     | Breiðablik Kópavogur |
| Zainoul Haïdara     | Middenvelder        | Guinee              |                     | contract ontbonden   |
| Marvin Ogunjimi     | Aanvaller           | België              |                     | contract ontbonden   |
| Verhuurd            |                     |                     |                     |                      |
| Cedric Buekers      | Verdediger          | België              |                     | KSK Heist            |
| Thomas Azevedo      | Aanvaller           | België              |                     | Go Ahead Eagles      |

## Resultaten

### Reguliere competitie
| Datum/tijd         | Thuis | Uitslag   | Uit                                                                   | Informatie |
| ------------------ | ----- | --------- | --------------------------------------------------------------------- | ---------- |
| 27 juli 2013 20:00 |       |           |                                                                       |            |
| KV Kortrijk        | 1 - 0 | OH Leuven | Guldensporenstadion, Kortrijk Toeschouwers: 5.829 Arbiter: Sam Loeman |            |
| I. Santini 85'     |       |           | Guldensporenstadion, Kortrijk Toeschouwers: 5.829 Arbiter: Sam Loeman |            |

| Datum/tijd            | Thuis | Uitslag                                                | Uit                                                     | Informatie |
| --------------------- | ----- | ------------------------------------------------------ | ------------------------------------------------------- | ---------- |
| 3 augustus 2013 20:00 |       |                                                        |                                                         |            |
| OH Leuven             | 1 - 4 | RC Genk                                                | Den Dreef, Leuven Toeschouwers: 8.264 Arbiter: Tim Pots |            |
| E. Ngolok 85'         |       | 45' J. Vossen 61' T. Buffel 65' F. Camus 75' T. Buffel | Den Dreef, Leuven Toeschouwers: 8.264 Arbiter: Tim Pots |            |

| Datum/tijd               | Thuis | Uitslag                | Uit                                                                         | Informatie |
| ------------------------ | ----- | ---------------------- | --------------------------------------------------------------------------- | ---------- |
| 10 augustus 2013 20:00   |       |                        |                                                                             |            |
| KV Oostende              | 1 - 1 | OH Leuven              | Albertparkstadion, Oostende Toeschouwers: 4.848 Arbiter: Denis Vanbecelaere |            |
| Y. Brouckaert 60' (pen.) |       | 38' M. Messoudi (pen.) | Albertparkstadion, Oostende Toeschouwers: 4.848 Arbiter: Denis Vanbecelaere |            |

| Datum/tijd             | Thuis | Uitslag              | Uit                                                                          | Informatie |
| ---------------------- | ----- | -------------------- | ---------------------------------------------------------------------------- | ---------- |
| 18 augustus 2013 14:30 |       |                      |                                                                              |            |
| Standard Luik          | 1 - 0 | OH Leuven            | Stade Maurice Dufrasne, Luik Toeschouwers: 23.751 Arbiter: Alexandre Boucaut |            |
| L. Buysens 48' (own)   |       | 90+4' I. Bandalovski | Stade Maurice Dufrasne, Luik Toeschouwers: 23.751 Arbiter: Alexandre Boucaut |            |

| Datum/tijd                   | Thuis | Uitslag          | Uit                                                            | Informatie |
| ---------------------------- | ----- | ---------------- | -------------------------------------------------------------- | ---------- |
| 24 augustus 2013 20:00       |       |                  |                                                                |            |
| OH Leuven                    | 2 - 1 | Sporting Lokeren | Den Dreef, Leuven Toeschouwers: 7.706 Arbiter: Nicolas Laforge |            |
| E. Ngolok 60' B. Ruytinx 71' |       | 58' H. Harbaoui  | Den Dreef, Leuven Toeschouwers: 7.706 Arbiter: Nicolas Laforge |            |

| Datum/tijd             | Thuis | Uitslag       | Uit                                                                        | Informatie |
| ---------------------- | ----- | ------------- | -------------------------------------------------------------------------- | ---------- |
| 31 augustus 2013 20:00 |       |               |                                                                            |            |
| Cercle Brugge          | 1 - 1 | OH Leuven     | Jan Breydelstadion, Brugge Toeschouwers: 6.533 Arbiter: Jérôme Efong Nzolo |            |
| G. Etock 74'           |       | 60' E. Ngolok | Jan Breydelstadion, Brugge Toeschouwers: 6.533 Arbiter: Jérôme Efong Nzolo |            |

| Datum/tijd              | Thuis | Uitslag            | Uit                                                           | Informatie |
| ----------------------- | ----- | ------------------ | ------------------------------------------------------------- | ---------- |
| 14 september 2013 20:00 |       |                    |                                                               |            |
| OH Leuven               | 0 - 0 | Sporting Charleroi | Den Dreef, Leuven Toeschouwers: 7.613 Arbiter: Serge Gumienny |            |
|                         |       |                    | Den Dreef, Leuven Toeschouwers: 7.613 Arbiter: Serge Gumienny |            |

| Datum/tijd                                               | Thuis | Uitslag                      | Uit                                                                        | Informatie |
| -------------------------------------------------------- | ----- | ---------------------------- | -------------------------------------------------------------------------- | ---------- |
| 21 september 2013 20:00                                  |       |                              |                                                                            |            |
| SV Zulte Waregem                                         | 4 - 2 | OH Leuven                    | Regenboogstadion, Waregem Toeschouwers: 6.644 Arbiter: Christophe Delacour |            |
| H. Habibou 59' H. Habibou 72' I. Sylla 86' S. Kums 90+2' |       | 8' M. Messoudi 61' E. Ngolok | Regenboogstadion, Waregem Toeschouwers: 6.644 Arbiter: Christophe Delacour |            |

| Datum/tijd              | Thuis | Uitslag        | Uit                                                     | Informatie |
| ----------------------- | ----- | -------------- | ------------------------------------------------------- | ---------- |
| 28 september 2013 20:00 |       |                |                                                         |            |
| OH Leuven               | 1 - 1 | AA Gent        | Den Dreef, Leuven Toeschouwers: 7.755 Arbiter: Wim Smet |            |
| B. Ruytinx 65'          |       | 32' R. Maréval | Den Dreef, Leuven Toeschouwers: 7.755 Arbiter: Wim Smet |            |

| Datum/tijd                           | Thuis | Uitslag   | Uit                                                                           | Informatie |
| ------------------------------------ | ----- | --------- | ----------------------------------------------------------------------------- | ---------- |
| 5 oktober 2013 20:00                 |       |           |                                                                               |            |
| Club Brugge                          | 1 - 0 | OH Leuven | Jan Breydelstadion, Brugge Toeschouwers: 22.378 Arbiter: Sebastien Delferiere |            |
| V. Odjidja-Ofoe 33' M. Lestienne 55' |       |           | Jan Breydelstadion, Brugge Toeschouwers: 22.378 Arbiter: Sebastien Delferiere |            |

| Datum/tijd                                                       | Thuis | Uitslag                     | Uit                                                              | Informatie |
| ---------------------------------------------------------------- | ----- | --------------------------- | ---------------------------------------------------------------- | ---------- |
| 19 oktober 2013 20:00                                            |       |                             |                                                                  |            |
| OH Leuven                                                        | 4 - 2 | Waasland-Beveren            | Den Dreef, Leuven Toeschouwers: 8.103 Arbiter: Laurent Colemonts |            |
| B. Ruytinx 18' M. Bojovic 53' (own) B. Ruytinx 55' E. Ngolok 71' |       | 35' M. Maric 79' F. Lebbihi | Den Dreef, Leuven Toeschouwers: 8.103 Arbiter: Laurent Colemonts |            |

| Datum/tijd                                                                 | Thuis | Uitslag                                                        | Uit                                                                                     | Informatie |
| -------------------------------------------------------------------------- | ----- | -------------------------------------------------------------- | --------------------------------------------------------------------------------------- | ---------- |
| 26 oktober 2013 20:00                                                      |       |                                                                |                                                                                         |            |
| KV Mechelen                                                                | 4 - 2 | OH Leuven                                                      | Argosstadion Achter de Kazerne, Mechelen Toeschouwers: 9.501 Arbiter: Claude Bourdouxhe |            |
| W. Kamavuaka 30' W. Kamavuaka 62' S. De Witte 83' (pen.) D. Destorme 90+2' |       | 45' J. Kostovski 74' J. Kostovski 83' T. Pettersson 87' Robson | Argosstadion Achter de Kazerne, Mechelen Toeschouwers: 9.501 Arbiter: Claude Bourdouxhe |            |

| Datum/tijd                              | Thuis | Uitslag                                            | Uit                                                            | Informatie |
| --------------------------------------- | ----- | -------------------------------------------------- | -------------------------------------------------------------- | ---------- |
| 30 oktober 2013 20:30                   |       |                                                    |                                                                |            |
| OH Leuven                               | 2 - 2 | RAEC Mons                                          | Den Dreef, Leuven Toeschouwers: 8.683 Arbiter: Jonathan Lardot |            |
| T. Pettersson 41' B. Ruytinx 45' (pen.) |       | 26' S. Arbitman 43' C. Diandy 44' D. Van Gijseghem | Den Dreef, Leuven Toeschouwers: 8.683 Arbiter: Jonathan Lardot |            |

| Datum/tijd                                                          | Thuis | Uitslag                                                | Uit                                                                                      | Informatie |
| ------------------------------------------------------------------- | ----- | ------------------------------------------------------ | ---------------------------------------------------------------------------------------- | ---------- |
| 2 november 2013 20:00                                               |       |                                                        |                                                                                          |            |
| RSC Anderlecht                                                      | 3 - 1 | OH Leuven                                              | Constant Vanden Stockstadion, Anderlecht Toeschouwers: 20.000 Arbiter: Alexandre Boucaut |            |
| S. Kljestan 43' A. Mitrović 44' A. Mitrović 81' A. Vanden Borre 90' |       | 69' M. Messoudi (pen.) 80' T. Pettersson 85' E. Ngolok | Constant Vanden Stockstadion, Anderlecht Toeschouwers: 20.000 Arbiter: Alexandre Boucaut |            |

| Datum/tijd                     | Thuis | Uitslag   | Uit                                                            | Informatie |
| ------------------------------ | ----- | --------- | -------------------------------------------------------------- | ---------- |
| 9 november 2013 20:00          |       |           |                                                                |            |
| OH Leuven                      | 2 - 0 | Lierse SK | Den Dreef, Leuven Toeschouwers: 8.320 Arbiter: Peter Vervecken |            |
| B. Ruytinx 22' K. Geraerts 24' |       |           | Den Dreef, Leuven Toeschouwers: 8.320 Arbiter: Peter Vervecken |            |

| Datum/tijd             | Thuis | Uitslag                       | Uit                                                            | Informatie |
| ---------------------- | ----- | ----------------------------- | -------------------------------------------------------------- | ---------- |
| 23 november 2013 20:00 |       |                               |                                                                |            |
| OH Leuven              | 1 - 1 | KV Kortrijk                   | Den Dreef, Leuven Toeschouwers: 7.711 Arbiter: Erik Lambrechts |            |
| B. Ruytinx 73'         |       | 51' G. De Mets 77' S. De Smet | Den Dreef, Leuven Toeschouwers: 7.711 Arbiter: Erik Lambrechts |            |

| Datum/tijd                                  | Thuis | Uitslag   | Uit                                                                 | Informatie |
| ------------------------------------------- | ----- | --------- | ------------------------------------------------------------------- | ---------- |
| 30 november 2013 20:00                      |       |           |                                                                     |            |
| Racing Genk                                 | 3 - 0 | OH Leuven | Cristal Arena, Genk Toeschouwers: 20.265 Arbiter: Claude Bourdouxhe |            |
| B. Kumordzi 48' J. Gorius 67' J. Gorius 86' |       |           | Cristal Arena, Genk Toeschouwers: 20.265 Arbiter: Claude Bourdouxhe |            |

| Datum/tijd            | Thuis | Uitslag                 | Uit                                                     | Informatie |
| --------------------- | ----- | ----------------------- | ------------------------------------------------------- | ---------- |
| 8 december 2013 14:30 |       |                         |                                                         |            |
| OH Leuven             | 0 - 0 | Standard Luik           | Den Dreef, Leuven Toeschouwers: 8.099 Arbiter: Tim Pots |            |
| A. Cerigioni 40'      |       | 45' M. Carcela-Gonzalez | Den Dreef, Leuven Toeschouwers: 8.099 Arbiter: Tim Pots |            |

| Datum/tijd                            | Thuis | Uitslag                       | Uit                                                                         | Informatie |
| ------------------------------------- | ----- | ----------------------------- | --------------------------------------------------------------------------- | ---------- |
| 14 december 2013 20:00                |       |                               |                                                                             |            |
| OH Leuven                             | 1 - 2 | KV Oostende                   | Den Dreef, Leuven Toeschouwers: 8.029 Arbiter: Carlos Manuel Alho-Guerreiro |            |
| J. Lukaku 27' (own) M. Messoudi 90+3' |       | 58' X. Luissint 83' J. Wilmet | Den Dreef, Leuven Toeschouwers: 8.029 Arbiter: Carlos Manuel Alho-Guerreiro |            |

| Datum/tijd                       | Thuis | Uitslag        | Uit                                                                   | Informatie |
| -------------------------------- | ----- | -------------- | --------------------------------------------------------------------- | ---------- |
| 21 december 2013 20:00           |       |                |                                                                       |            |
| Sporting Lokeren                 | 2 - 0 | OH Leuven      | Daknamstadion, Lokeren Toeschouwers: 6.671 Arbiter: Laurent Colemonts |            |
| Hans Vanaken 44' H. Harbaoui 74' |       | 56' L. Buysens | Daknamstadion, Lokeren Toeschouwers: 6.671 Arbiter: Laurent Colemonts |            |

| Datum/tijd                                     | Thuis | Uitslag          | Uit                                                        | Informatie |
| ---------------------------------------------- | ----- | ---------------- | ---------------------------------------------------------- | ---------- |
| 26 december 2013 14:30                         |       |                  |                                                            |            |
| OH Leuven                                      | 3 - 0 | Cercle Brugge    | Den Dreef, Leuven Toeschouwers: 8.883 Arbiter: Luc Wouters |            |
| J. Kostovski 16' B. Ruytinx 26' B. Ruytinx 56' |       | 44' T. Van Acker | Den Dreef, Leuven Toeschouwers: 8.883 Arbiter: Luc Wouters |            |

| Datum/tijd                                   | Thuis | Uitslag         | Uit                                                                                | Informatie |
| -------------------------------------------- | ----- | --------------- | ---------------------------------------------------------------------------------- | ---------- |
| 18 januari 2014 20:00                        |       |                 |                                                                                    |            |
| Sporting Charleroi                           | 2 - 0 | OH Leuven       | Stade du Pays de Charleroi, Charleroi Toeschouwers: 4.707 Arbiter: Nicolas Laforge |            |
| J. Thiaré 72' H. Gnohéré 84' N. Kebano 90+2' |       | 44' S. Gislason | Stade du Pays de Charleroi, Charleroi Toeschouwers: 4.707 Arbiter: Nicolas Laforge |            |

| Datum/tijd            | Thuis | Uitslag          | Uit                                                               | Informatie |
| --------------------- | ----- | ---------------- | ----------------------------------------------------------------- | ---------- |
| 25 januari 2014 20:00 |       |                  |                                                                   |            |
| OH Leuven             | 1 - 0 | SV Zulte Waregem | Den Dreef, Leuven Toeschouwers: 8.235 Arbiter: Denis Vanbecelaere |            |
| L. Van Eenoo 54'      |       | 57' M. N'Diaye   | Den Dreef, Leuven Toeschouwers: 8.235 Arbiter: Denis Vanbecelaere |            |

| Datum/tijd                       | Thuis | Uitslag   | Uit                                                                | Informatie |
| -------------------------------- | ----- | --------- | ------------------------------------------------------------------ | ---------- |
| 1 februari 2014 20:00            |       |           |                                                                    |            |
| AA Gent                          | 2 - 0 | OH Leuven | Ghelamco Arena, Gent Toeschouwers: 17.409 Arbiter: Christof Virant |            |
| N. Pedersen 57' E. Zukanovic 69' |       |           | Ghelamco Arena, Gent Toeschouwers: 17.409 Arbiter: Christof Virant |            |

| Datum/tijd            | Thuis | Uitslag     | Uit                                                              | Informatie |
| --------------------- | ----- | ----------- | ---------------------------------------------------------------- | ---------- |
| 8 februari 2014 20:00 |       |             |                                                                  |            |
| OH Leuven             | 0 - 0 | KV Mechelen | Den Dreef, Leuven Toeschouwers: 9.209 Arbiter: Laurent Colemonts |            |
|                       |       |             | Den Dreef, Leuven Toeschouwers: 9.209 Arbiter: Laurent Colemonts |            |

| Datum/tijd             | Thuis | Uitslag   | Uit                                                            | Informatie |
| ---------------------- | ----- | --------- | -------------------------------------------------------------- | ---------- |
| 15 februari 2014 20:00 |       |           |                                                                |            |
| Waasland-Beveren       | 1 - 0 | OH Leuven | Freethiel, Beveren Toeschouwers: 6.218 Arbiter: Serge Gumienny |            |
| A. Oumarou 78'         |       |           | Freethiel, Beveren Toeschouwers: 6.218 Arbiter: Serge Gumienny |            |

| Datum/tijd                      | Thuis | Uitslag                                                                          | Uit                                                          | Informatie |
| ------------------------------- | ----- | -------------------------------------------------------------------------------- | ------------------------------------------------------------ | ---------- |
| 22 februari 2014 20:00          |       |                                                                                  |                                                              |            |
| OH Leuven                       | 2 - 5 | Club Brugge                                                                      | Den Dreef, Leuven Toeschouwers: 9.493 Arbiter: Johan Verbist |            |
| J. Kostovski 70' R. Reynaud 78' |       | 1' T. Meunier 21' L. Refaelov 52' J. Jørgensen 56' T. De Sutter 81' M. Lestienne | Den Dreef, Leuven Toeschouwers: 9.493 Arbiter: Johan Verbist |            |

| Datum/tijd         | Thuis | Uitslag                        | Uit                                                                        | Informatie |
| ------------------ | ----- | ------------------------------ | -------------------------------------------------------------------------- | ---------- |
| 1 maart 2014 20:00 |       |                                |                                                                            |            |
| Lierse SK          | 0 - 0 | OH Leuven                      | Herman Vanderpoortenstadion, Lier Toeschouwers: 7.375 Arbiter: Luc Wouters |            |
|                    |       | 37' E. Ngolok 39' J. Kostovski | Herman Vanderpoortenstadion, Lier Toeschouwers: 7.375 Arbiter: Luc Wouters |            |

| Datum/tijd         | Thuis | Uitslag        | Uit                                                                 | Informatie |
| ------------------ | ----- | -------------- | ------------------------------------------------------------------- | ---------- |
| 8 maart 2014 20:00 |       |                |                                                                     |            |
| OH Leuven          | 1 - 0 | RSC Anderlecht | Den Dreef, Leuven Toeschouwers: 9.493 Arbiter: Sebastien Delferiere |            |
| B. Ruytinx 62'     |       |                | Den Dreef, Leuven Toeschouwers: 9.493 Arbiter: Sebastien Delferiere |            |

| Datum/tijd                                               | Thuis | Uitslag                                         | Uit                                                                  | Informatie |
| -------------------------------------------------------- | ----- | ----------------------------------------------- | -------------------------------------------------------------------- | ---------- |
| 16 maart 2014 18:00                                      |       |                                                 |                                                                      |            |
| RAEC Mons                                                | 3 - 2 | OH Leuven                                       | Stade Charles Tondreau, Bergen Toeschouwers: 3.850 Arbiter: Tim Pots |            |
| P-J. Monteyne 18' S. Arbeitman 28' T. Matthys 90' (pen.) |       | 13' Ibou (pen.) 80' K. Geraerts 89' K. Geraerts | Stade Charles Tondreau, Bergen Toeschouwers: 3.850 Arbiter: Tim Pots |            |

#### Klassement reguliere competitie
|        |    |                     | P  | W  | G  | V  | +  | -  | DS  | Ptn |
| ------ | -- | ------------------- | -- | -- | -- | -- | -- | -- | --- | --- |
| PO I   | 1  | Standard Luik       | 30 | 20 | 7  | 3  | 59 | 17 | +42 | 67  |
| PO I   | 2  | Club Brugge         | 30 | 19 | 6  | 5  | 54 | 28 | +26 | 63  |
| PO I   | 3  | RSC Anderlecht      | 30 | 18 | 3  | 9  | 61 | 31 | +30 | 57  |
| PO I   | 4  | SV Zulte Waregem    | 30 | 14 | 11 | 5  | 51 | 38 | +13 | 53  |
| PO I   | 5  | KSC Lokeren OV      | 30 | 15 | 6  | 9  | 48 | 31 | +17 | 51  |
| PO I   | 6  | KRC Genk            | 30 | 14 | 3  | 13 | 42 | 39 | +3  | 45  |
| PO II  | 7  | AA Gent             | 30 | 12 | 8  | 10 | 39 | 37 | +2  | 44  |
| PO II  | 8  | KV Kortrijk         | 30 | 10 | 9  | 11 | 42 | 44 | −2  | 39  |
| PO II  | 9  | KV Oostende         | 30 | 9  | 7  | 14 | 28 | 46 | −18 | 34  |
| PO II  | 10 | Sporting Charleroi  | 30 | 8  | 10 | 12 | 36 | 41 | −5  | 34  |
| PO II  | 11 | Cercle Brugge       | 30 | 9  | 6  | 15 | 29 | 55 | −26 | 33  |
| PO II  | 12 | Lierse SK           | 30 | 9  | 5  | 16 | 36 | 53 | −17 | 32  |
| PO II  | 13 | KV Mechelen         | 30 | 8  | 7  | 15 | 34 | 51 | −17 | 31  |
| PO II  | 14 | Waasland-Beveren    | 30 | 6  | 13 | 11 | 28 | 35 | −7  | 31  |
| PO III | 15 | Oud-Heverlee Leuven | 30 | 6  | 9  | 15 | 30 | 47 | −17 | 27  |
| PO III | 16 | RAEC Mons           | 30 | 6  | 4  | 20 | 29 | 53 | −24 | 22  |

P: wedstrijden gespeeld, W: wedstrijden gewonnen, G: gelijke spelen, V: wedstrijden verloren, +: gescoorde doelpunten, -: doelpunten tegen, DS: doelsaldo, Ptn: totaal punten
 PO I: Play-off I, PO II: Play-off II, PO III: Play-off III

### Play-off III
| Datum/tijd                         | Thuis | Uitslag   | Uit                                                          | Informatie |
| ---------------------------------- | ----- | --------- | ------------------------------------------------------------ | ---------- |
| 29 maart 2014 20:00                |       |           |                                                              |            |
| OH Leuven                          | 2 - 0 | RAEC Mons | Den Dreef, Leuven Toeschouwers: 8.724 Arbiter: Johan Verbist |            |
| T. Pettersson 26' A. Cerigioni 51' |       |           | Den Dreef, Leuven Toeschouwers: 8.724 Arbiter: Johan Verbist |            |

| Datum/tijd         | Thuis | Uitslag                      | Uit                                                                     | Informatie |
| ------------------ | ----- | ---------------------------- | ----------------------------------------------------------------------- | ---------- |
| 5 april 2014 20:00 |       |                              |                                                                         |            |
| RAEC Mons          | 1 - 1 | OH Leuven                    | Stade Charles Tondreau, Bergen Toeschouwers: 3.488 Arbiter: Luc Wouters |            |
| T. Matthys 21'     |       | 62' K. Geraerts 90+1' Robson | Stade Charles Tondreau, Bergen Toeschouwers: 3.488 Arbiter: Luc Wouters |            |

| Datum/tijd                        | Thuis | Uitslag             | Uit                                                           | Informatie |
| --------------------------------- | ----- | ------------------- | ------------------------------------------------------------- | ---------- |
| 12 april 2014 20:00               |       |                     |                                                               |            |
| OH Leuven                         | 2 - 0 | RAEC Mons           | Den Dreef, Leuven Toeschouwers: 8.751 Arbiter: Serge Gumienny |            |
| T. Pettersson 38' Ibou 75' (pen.) |       | 37' F. Le Postollec | Den Dreef, Leuven Toeschouwers: 8.751 Arbiter: Serge Gumienny |            |

#### Klassement
| #  | Club                | P | W | G | V | + | - | DS | Ptn |
| -- | ------------------- | - | - | - | - | - | - | -- | --- |
| 1. | Oud-Heverlee Leuven | 3 | 2 | 1 | 0 | 5 | 1 | +4 | 10  |
| 2. | RAEC Mons           | 3 | 0 | 1 | 2 | 1 | 5 | −4 | 1   |

### Doelpunten
| # | Naam                     | Nationaliteit | Doelpunten |
| - | ------------------------ | ------------- | ---------- |
| 1 | Bjorn Ruytinx            | België        | 10         |
| 2 | Evariste Ngolok          | België        | 5          |
| 3 | Jovan Kostovski          | Macedonië     | 4          |
| 4 | Mohammed Messoudi        | België        | 3          |
| 4 | Tom Pettersson           | Zweden        | 3          |
| 5 | Karel Geraerts           | België        | 2          |
| 5 | Ebrahima Sawaneh         | Gambia        | 2          |
| 6 | Alessandro Cerigioni     | België        | 1          |
| 6 | Romain Reynaud           | Frankrijk     | 1          |
| 6 | Robson Severino da Silva | Brazilië      | 1          |
| 6 | Lukas Van Eenoo          | België        | 1          |

### Assists
| # | Naam              | Nationaliteit | Assists |
| - | ----------------- | ------------- | ------- |
| 1 | Mohammed Messoudi | België        | 7       |
| 2 | Karel Geraerts    | België        | 3       |
| 3 | Ivan Bandalovski  | Bulgarije     | 2       |
| 3 | Kenny Thompson    | België        | 2       |
| 4 | Thomas Azevedo    | België        | 1       |
| 4 | Ovidy Karuru      | Zimbabwe      | 1       |
| 4 | Romain Reynaud    | Frankrijk     | 1       |
| 4 | Bjorn Ruytinx     | België        | 1       |
| 4 | Ebrahima Sawaneh  | Gambia        | 1       |
| 4 | Lukas Van Eenoo   | België        | 1       |
| 4 | David Wijns       | België        | 1       |

### Cofidus Cup

#### 1/16e finale
| Datum/tijd              | Thuis | Uitslag                               | Uit                                                                     | Informatie |
| ----------------------- | ----- | ------------------------------------- | ----------------------------------------------------------------------- | ---------- |
| 25 september 2013 20:00 |       |                                       |                                                                         |            |
| CS Visé                 | 0 - 2 | OH Leuven                             | Stade de la Cité de l'Oie, Wezet Toeschouwers: 500 Arbiter: Luc Wouters |            |
|                         |       | 47' B. Ruytinx 50' M. Messoudi (pen.) | Stade de la Cité de l'Oie, Wezet Toeschouwers: 500 Arbiter: Luc Wouters |            |

#### 1/8e finale
| Datum/tijd                                       | Thuis | Uitslag   | Uit                                                                 | Informatie |
| ------------------------------------------------ | ----- | --------- | ------------------------------------------------------------------- | ---------- |
| 4 december 2013 20:30                            |       |           |                                                                     |            |
| AA Gent                                          | 3 - 0 | OH Leuven | Ghelamco Arena, Gent Toeschouwers: 8.600 Arbiter: Christophe Virant |            |
| N. Pedersen 38' (pen.) R. Neto 58' S. Privat 70' |       |           | Ghelamco Arena, Gent Toeschouwers: 8.600 Arbiter: Christophe Virant |            |

#### Doelpunten
| # | Naam              | Nationaliteit | Doelpunten |
| - | ----------------- | ------------- | ---------- |
| 1 | Mohammed Messoudi | België        | 1          |
| 1 | Bjorn Ruytinx     | België        | 1          |

#### Assists
| # | Naam            | Nationaliteit | Assists |
| - | --------------- | ------------- | ------- |
| 1 | Jovan Kostovski | Macedonië     | 1       |

## Afbeeldingen

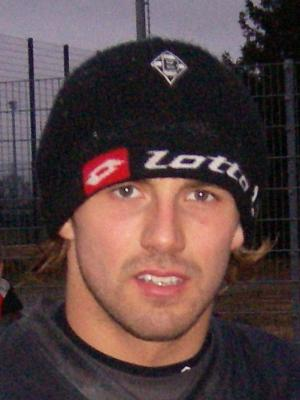
Logan Bailly (doelman)
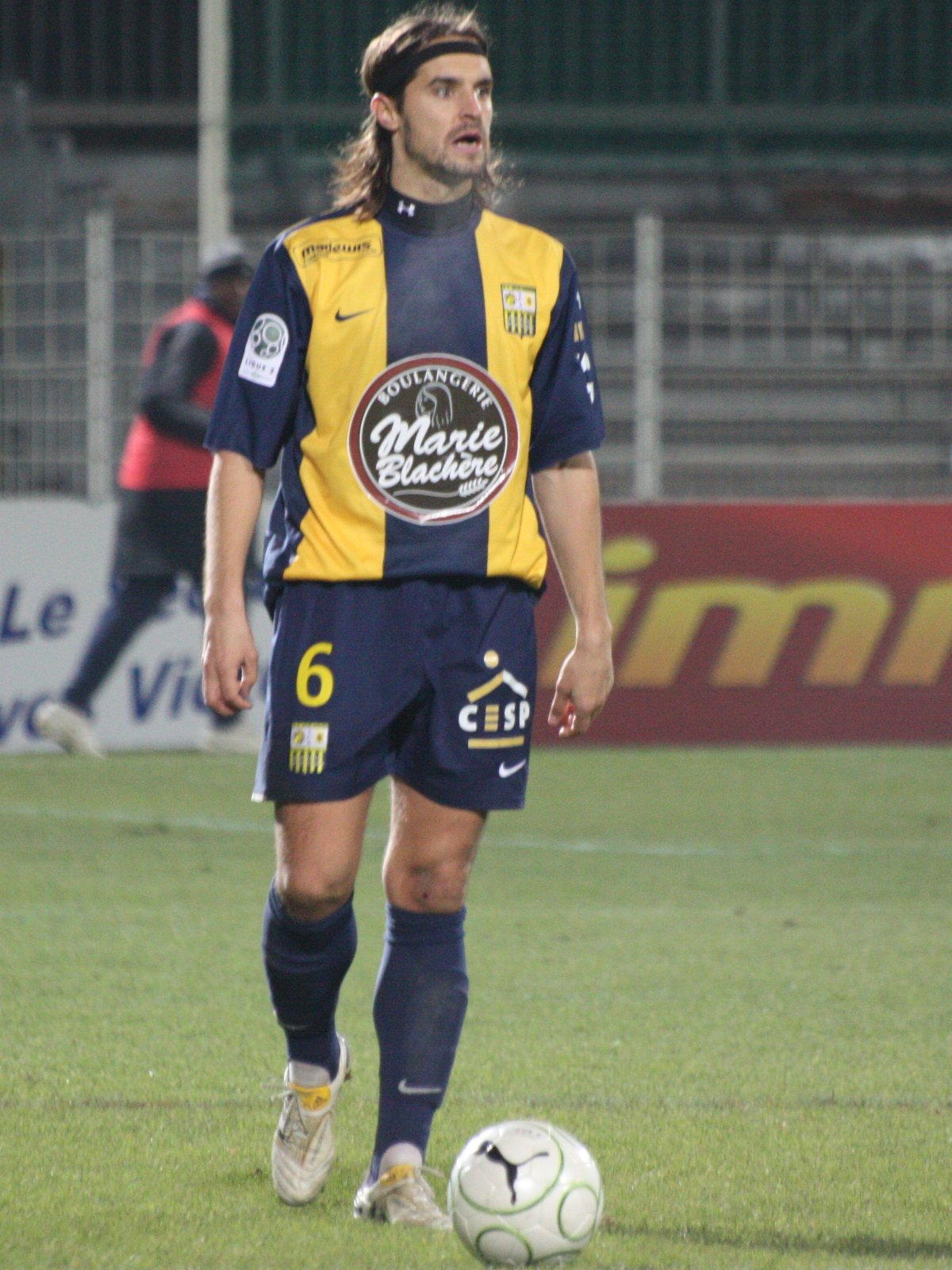
Romain Reynaud (verdediger)
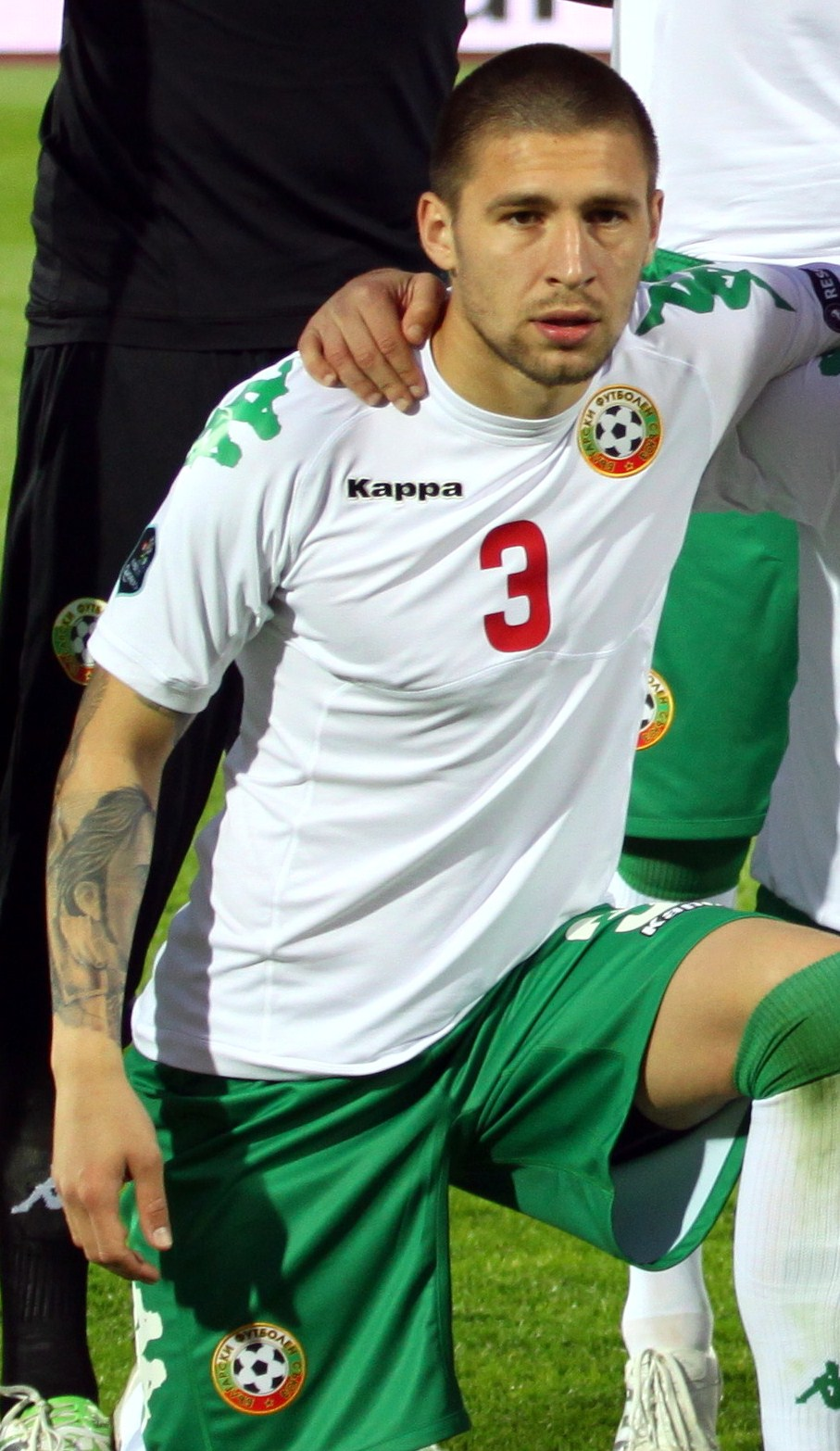
Ivan Bandalovski (verdediger)
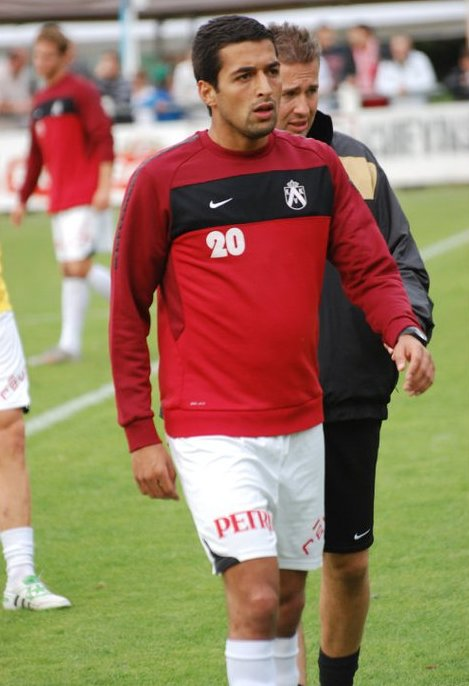
Mohamed Messoudi (middenvelder)
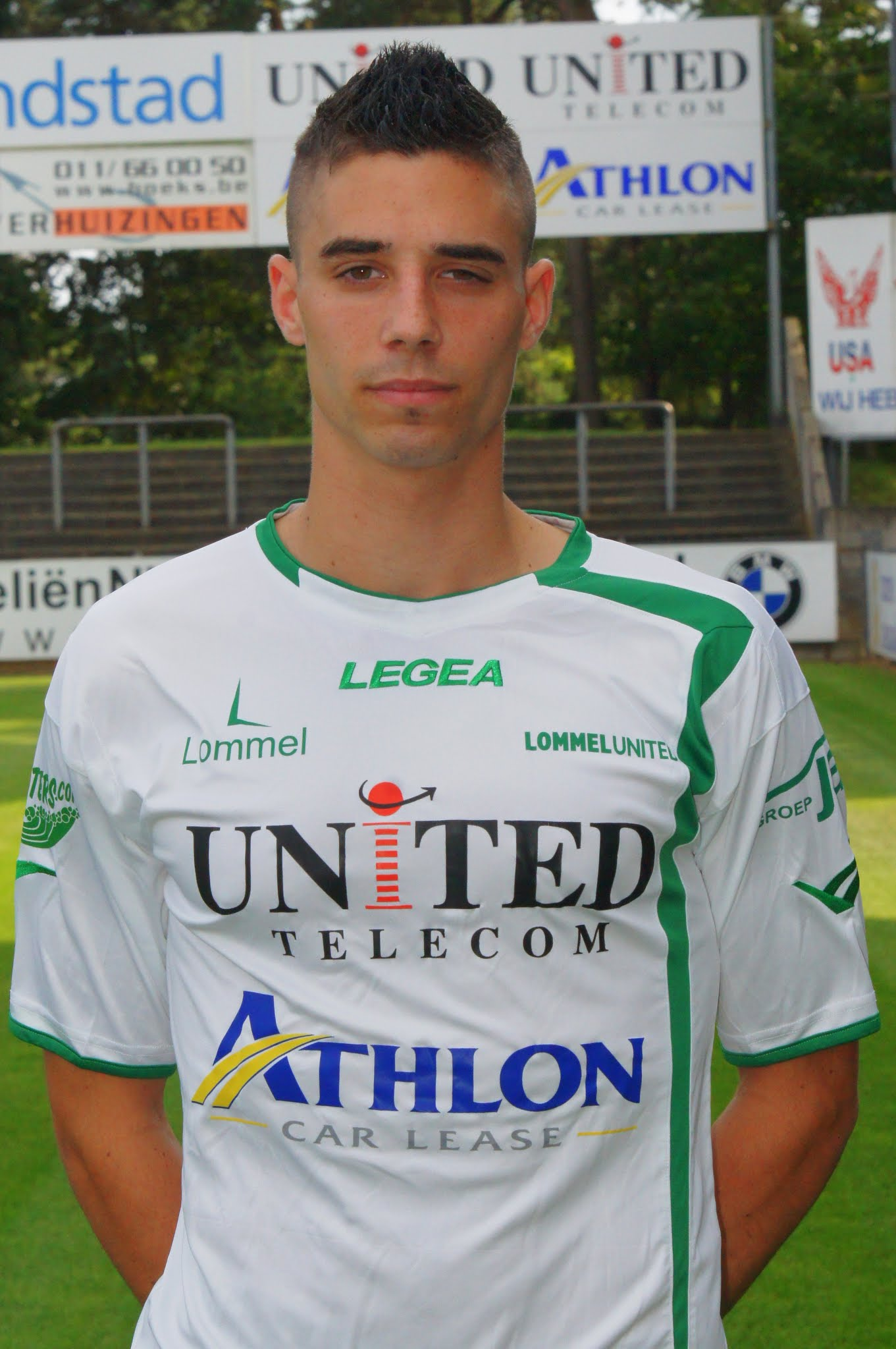
Alessandro Cerigioni (aanvaller)

2009/10 · 2010/11 · 2011/12 · 2012/13 · 2013/14 · 2014/15 · 2015/16 · 2016/17 · 2017/18 · 2018/19 · 2019/20 · 2020/21 · 2021/22 · 2022/23 · 2023/24 · 2024/25